# Emil Guílels
Emil (Samuïl) Grigórievitx Guílels (en rus: Эми́ль (Самуи́л) Григо́рьевич Ги́лельс, 19 d'octubre (6 d'octubre segons el calendari julià) de 1916, Odessa, Imperi Rus – 14 d'octubre de 1985, Moscou, URSS) va ser un pianista soviètic i rus d'origen jueu-ucraïnès.

## Biografia
Samuïl (Mília, Emil) Guílels va néixer el 1916 a Odessa a una família jueva. Comença a estudiar piano a l'edat de 6 anys a Odessa, on fa el seu primer concert amb 13 anys. El 1935, estudia al Conservatori de Moscou, especialment amb Heinrich Neuhaus. El 1938 guanya el Concurs International Eugène Ysaÿe a Brussel·les. El 1951 és nomenat professor al Conservatori Txaikovski de Moscou, on entre d'altres alumnes tingué l'estonià Peep Lassmann. Va ser un dels pocs artistes soviètics que van fer una carrera internacional. Va gravar nombrosos discs als Estats Units i el seu prestigi va ser mundial. És considerat com un dels 10 o 12 millors pianistes del segle xx, compartint amb els seus companys, Vladimir Horowitz, Sviatoslav Richter, a més de Josef Hofmann, Alfred Cortot, Arturo Benedetti Michelangeli i Claudio Arrau. Formà un cèlebre trio amb Leonid Kógan i Mstislav Rostropóvitx.
Va rebre el títol d'Artista del Poble de l'URSS (1954) i d'Heroi del Treball Socialista, tres Ordes de Lenin, un orde de la Bandera Roja del Treball, un de l'Amistat dels Pobles i una Insígnia d'Honor, un Premi Stalin (1946) i un Premi Lenin (1962)

## Repertori
Es va dedicar fonamentalment a la música del Romanticisme. Són especialment famoses les seves interpretacions dels concerts i les sonates de Beethoven, Brahms i Schumann.

## Vida personal
Entre el 1940 i el 1944 va ser casat amb la pianista Roza Tamàrkina. El 1947, es va casar amb la compositora Fariza Khutsístova (1924–1998). Van tenir una filla, Ielena Guílels (1948–1996), també una coneguda pianista.